# Nederlands strandvoetbalteam (mannen)
Het Nederlands strandvoetbalteam is een team van mannelijke strandvoetballers dat Nederland vertegenwoordigt in internationale wedstrijden. Net als bij het veldvoetbal, wordt er ook naar het team verwezen als Oranje. Het Nederlands team behaalde in 2008 eenmaal de finale van het EK.

## Historie
Strandvoetbal is sinds 2005 een door de wereldvoetbalorganisatie FIFA officieel erkende sport.
In 2007 werd voormalig profvoetballer Niels Kokmeijer aangesteld als bondscoach van het Nederlands team. Het Nederlands team eindigde in 2008 als tweede op de Europese titelstrijd. In januari 2012 werd Edgar Davids toegevoegd aan de selectie.
Tot in 2012 kon het Nederlands team zich incidenteel meten met de top van Europa, maar op het kwalificatietoernooi voor het WK 2013 zette Oranje in juli 2012 een imposante zegereeks neer. Toplanden als Spanje, Wit-Rusland en Frankrijk werden verslagen en slechts van Oekraïne en wereldkampioen Rusland werd er verloren. Hiermee werd kwalificatie afgedwongen.
In januari 2013 behaalde Nederland een derde plaats op de Copa das Nações. In 2013 komt Nederland voor het eerst uit op het FIFA wereldkampioenschap strandvoetbal. De Nederlandse WK-ploeg bestaat uit vooral jonge talenten, aangevuld met oud-profs als Patrick Ax, René van Dieren en Charlie van den Ouweland. In Groep B treft Oranje achtereenvolgens Salomonseilanden, El Salvador en Argentinië.
Net wanneer Oranje aansluiting lijkt te vinden bij de Europese top, werd er door de Koninklijke Nederlandse Voetbalbond (KNVB) bezuinigd in het strandvoetbal. Per 1 januari 2014 besloot de KNVB het strandvoetbal af te stoten. Daarop werd de Beach Soccer Bond Nederland (BSBN) opgericht, de nieuwe nationale strandvoetbalbond waar het Nederlands strandvoetbalteam vanaf dan onder valt. Na een herorganisatie werd voormalig strandvoetballer Sillie Dilürü op 17 juni 2015 benoemd als bondscoach.

## Bekende (oud-)internationals

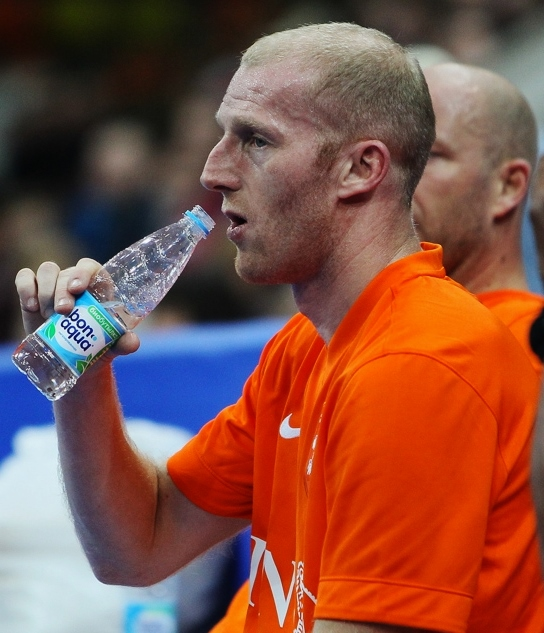
Oud-international Martijn Meerdink.

| - Patrick Ax - Edgar Davids - René van Dieren - Leo Koswal - Roël Liefden |  | - Martijn Meerdink - Charlie van den Ouweland - Reijer Ran - Dennis Schulp |

## Bondscoaches
Bondscoaches van vòòr 2007 zijn tot heden onbekend.
| Land               | Naam            | Periode    | Prijzen                       |
| ------------------ | --------------- | ---------- | ----------------------------- |
| Vlag van Nederland | Niels Kokmeijer | 2007–2014  | EK 2008, Copa das Nações 2013 |
| Vlag van Nederland | Sillie Dilürü   | 2015–heden |                               |